# Tessellation
 Denne artikel bør gennemlæses af en person med fagkendskab for at sikre den faglige korrekthed.
    Det er ikke nok at vide at det et matematisk fagudtryk. Hvad betyder det?

Tessellation er et matematiske fagudtryk inden for geometrien, der er afledt af det latinske ord tessella, en firkantet mosaiksten. Men i matematisk geometrisk kan en enkelt mosaikbrik have hvilken som helst form, når blot brikker af den pågældende form kan dække en flade, uden at der opstår gabende mellemrum.
Den hollandske kunstner M.C. Escher har lavet mange billeder med tessellationer.